# David Joly
Pour les articles homonymes, voir Joly.
David Joly, né le 24 août 1833 à Villeneuve et mort le 22 avril 1895 dans la même commune, est une personnalité politique suisse, membre de la Gauche Libérale (futur parti radical-démocratique). Il est député du canton de Vaud au Conseil national de 1881 à 1883.

## Biographie
David Joly naît le 24 août 1833 à Villeneuve, dans le canton de Vaud. Protestant, originaire de Villeneuve, il est le fils de Jean-Jacques-Louis Joly, agriculteur, et de Marie Louise Pilet. Il épouse Louise Charlotte Pilet.
Après une scolarité primaire et secondaire à Villeneuve et un apprentissage de commis postal, il devient agriculteur, propriétaire viticole et marchand de vins. Il est en outre membre du conseil général de la Caisse hypothécaire cantonale vaudoise depuis 1875.

### Carrière politique
Il est député des Radicaux/Gauche Libérale (aile gauche du parti libéral) au Grand Conseil vaudois de 1862 à 1871 et préfet d'Aigle de 1879 à 1895. Il est élu conseiller national en avril 1881, reprenant le siège de Louis Ruchonnet, élu au Conseil fédéral, mais doit abandonner son mandat en mars 1883 en raison de la loi fédérale sur les incompatibilités en matière électorale,.

## Liens
- Notice dans un dictionnaire ou une encyclopédie généraliste :   - Dictionnaire historique de la Suisse
- Notices d'autorité :   - VIAF
  - GND